# NGC 5105
NGC 5105 ist eine Balken-Spiralgalaxie vom Hubble-Typ SBc im Sternbild Jungfrau auf der Ekliptik. Sie ist schätzungsweise 125 Millionen Lichtjahre von der Milchstraße entfernt und hat einen Durchmesser von etwa 75.000 Lj.

Im selben Himmelsareal befinden sich u. a. die Galaxien NGC 5088, NGC 5099, NGC 5110, IC 4235.
Die Typ-II-Supernova SN 2007W wurde hier beobachtet.
Das Objekt wurde am 3. Juni 1886 von Lewis A. Swift entdeckt.